# 黃信介
黃信介（1928年8月20日—1999年11月30日），本名黃金龍，臺北市大同區人。美麗島事件主要人物，民主進步黨第三屆及第四屆主席，臺灣民主運動與黨外運動先行者，對抗威權的民主運動領袖。為台灣的社會運動參與者與政治人物連溫卿外甥。

## 早年生平
黃信介於1928年（昭和三年）8月20日末時出生於臺北大龍峒（今屬大同區），本名「黃金龍」。在大龍峒土生土長。:37黃信介祖父為清朝秀才，在三十多歲時即英年早逝。父親黃火炎五歲失怙，以賣米出身，後開設碾米廠、木材行致富，成為地主，並將家族自水返腳（今汐止）搬到大龍峒。:37母親連葉畢業於臺北第三高級女子中學（今中山女中，李登輝夫人曾文惠亦出自該校），娘家在迪化街做南北貨生意，算是有錢人家女兒，連葉的哥哥連溫卿是日治時期知名社會運動參與者，曾領導工人運動、參與臺灣文化協會。:39-40黃金龍為黃火炎二兒子。:42
黃金龍於1935年入學大龍峒公學校（今臺北市大同區大龍國民小學），幼時生活優渥、環境安逸。然而隨著1937年（昭和十二年）日中戰爭爆發，黃家的木材行受戰火波及，生意一落千丈。黃火炎雖擁有大片值錢土地，卻因不甘賤價賣出，黃家遂陷入困境局面。:45甫自國校畢業的黃金龍遂決定無意升學、到鐵工廠做「黑手」貼補家用。然而受到鐵工廠學徒的生活低微，最後黃金龍結束學徒生涯。
當時日本內地一家印刷工廠在臺招募工人，加上黃金龍想見識世面，遂在父親同意下應徵，獲得錄取。:45-461940年代初期，國校畢業的黃金龍遠渡到日本在印刷廠當學徒工人，並在上野中學（今東京都立上野高等學校）就讀肄業半工半讀，結業五年制中學課程。:48
1946年，黃金龍面臨臺灣家中因戰爭剛結束無法寄錢來，大哥黃金標雖在日本，但兄弟因求學需要始終未住一起。此時黃金龍孤注一擲買了十元彩票，結果竟中了一千元彩金，當時日本公務員一個月薪水才一百多元。黃金龍遂利用彩金返回闊別已久的臺灣。:48
回臺後，黃金龍進入臺灣銀行，擔任印刷工人。並學習北京話。:491948年，黃金龍報考中國大陸大學在臺的聯招，考取國立北京大學（今北京大學），卻因国共内战再次爆發而未能成行。1949年，臺灣省立行政專科學校（今國立臺北大學）招考新生，黃金龍考上行政科就讀。當時求學階段最喜歡上鄒文海的課，也會去他家聽取分析。黃金龍因熱衷政治而於就學期間加入中國國民黨。黄金龍入黨後，成為學生黨部領導人。:551950年冬首屆臺北市長選舉，黄金龍受到學校訓導處指示，黨擁護吳三連。身為學生領導人的黄金龍為此幫國民黨暗助的党外人士吳三連助选第一届臺北市市長。:93
1951年，自臺灣省立行政專科民政科畢業。
1954年，與大稻埕「張亦泰布莊」千金張月卿結婚。

## 步入政壇與黨外運動
1954年第二屆臺北市長選舉時，王民宁獲得國民黨提名角逐市長，對上上屆市長落選的高玉樹。黃金龍為王民寧助選。:93然而赫赫有名的王民寧，竟敗給沒沒無聞的黨外高玉樹，這次助選挫敗使黃金龍衝擊不小，也動搖了對國民黨的向心力。:55
黃金龍在助選中逐漸萌生參選意念，畢業後父親曾資助他作雞屎肥料、五金買賣、開礦等生意，卻總以失敗結束。黃金龍索性向父親表明他的志向。黃火炎遂吩咐兒子去找能力、口才俱佳、有「高玉樹五虎將」的黨外健將李福春，要求向他學習。黃金龍在1954年12月19日的臺北市議員選舉中，獲李福春欣賞出任競選總幹事。當時黃金龍為李福春提出全力攻擊警員的不良作風、直接攻擊稅捐處兩大文宣主張，然而李福春卻瞻前顧後不願發表，最後李福春落選市議員。:55-56
1957年第三屆臺北市長選舉，高玉樹競選連任。李福春出任競選總幹事，並找了黃金龍擔任高玉樹的秘書和助選員。:56黄金龙为高玉樹助选第三届台北市長。:94黄金龍發現國民黨內都是拉關係，有關係才拉的上。國民黨市黨部曾提名其為大同區長候選人，然而區黨部不同意。最後提名另一人選，結果落選。:94為此認為不公，開始對國民黨失望。
在高玉樹的助講演講會上，黃金龍用字俚俗，很有吸引力。遂與李賜卿、陳益勝、周植融、宋霖康被稱為新一代的高玉樹五虎將，當中黃金龍是最年輕的一位，也是唯一讀政治的，因而高玉樹一些政治、法律問題都由其處理。:561958年，黃金龍與郭國基全力為李福春助選，終於使李福春當選第四屆臺北市議員。:56
1958年，因申請入山採礦需要，發現叫金龍的人太多了，所以改名黃信介。:41。「信介」之名由來，與黃景仰日本政治家岸信介極有關聯。
1961年1月第五屆臺北市議員選舉，33岁的黄信介以新人之姿投入第三選區（大同、延平、建成區），結果以該區最高票当选第五届台北市議會議員。:60
1963年2月，第三届台灣省議會议员选举，六位非國民黨籍候選人（李福春、郭國基、楊玉城、李連麗卿、宋霖康、王英石）決定團結，採「聯合」行動。在延平南路一號二樓（北門口）設置聯合競選辦公室，聘市議員黃信介擔任聯合總幹事。然而黨外陣營並非團結一致，先是傳出李福春勸張詩經撤銷登記，要與楊玉城鬥到底，然而當張詩經撤銷後，李福春卻也撤銷登記，引發張詩經不滿。高玉樹欲支持其弟楊玉城角逐省議員，被部分黨外人士視為私心。而李連麗卿也撤銷登記，使國民黨提名的呂錦花可以一票即因婦女保障當選，失去牽制作用。郭國基也與高玉樹公開翻臉。雖然郭國基對高玉樹有公開批評，然而卻表示欣賞「高玉樹五虎將」之一的黄信介。在郭國基其子所著《郭國基選壇馳騁錄》中，提到黃信介自始即不贊成郭國基參加聯合競選，然而卻臨危受命出任聯合總幹事。負責策劃遊行、街頭演說、監票的聯合。:220本屆選舉各候選人可派出若干觀察員到投開票所監票，然而卻出現候選人派不出人的情況。最後在黃信介交涉他母校中興大學（今臺北大學）的學生，每人津貼交通費及餐費，由郭國基及高家兄弟分擔。因此雖然聯合競選自始即貌合神離，卻能維持到底。:221
1964年1月第六屆臺北市議員選舉，黄信介连任台北市议员。
1964年第五屆臺北市長選舉，出現被稱為「世界大戰」的激烈選戰。當時國民黨提名的周百鍊對上捲土重來的前市長高玉樹，此外亦有以無黨籍參選的李鉎源（市議員李連麗卿之夫）、律師陳逸松出馬角逐。周百鍊與高玉樹、李鉎源皆請黄信介助選。唯黃信介雖對高玉樹支持，但後來轉向消極，公開表示會投給高玉樹，但不會進一步協助。其原因在於高玉樹於1957年連任失敗後，本來頗獲民眾同情。然而在1960年市長選舉前夕，高玉樹兼程返國，卻突然宣布放棄競選，使支持他的民眾失望。也使黃信介對高玉樹印象改觀。:62-63
據高玉樹回憶，當時曾任周百鍊代市長主任秘書的賴春貴對被視為高玉樹「五虎將」中的黃信介等人進行收買，免費招待到南部風景區觀光旅行，直到選舉後才返回臺北。:42-43被外界視為欲使黃信介與李福春、張詩經等高玉樹陣營大將藉詞遊玩避開輔選。:95-96最後黃信介拒絕接受招待，與大同區長陳天來負起徵票責任，提高高玉樹大同區得票率。:43該屆選舉中高玉樹以191,838票擊敗周百鍊的176,117票當選。其中大同區高玉樹則是以23,774票大勝周百鍊的8,835票。

## 立法委員
1969年，國民黨政府舉行遷臺以來首屆立法委员增补选，黃信介以黨外身分投入臺北市選區。當時臺北市應選四席，國民黨提名兩席、並重點支持無黨籍的洪炎秋，剩下一席黨外遇上黃信介與張詩經爭取。:64黄信介曾回憶當時國民黨為了制衡他，找了世界少棒冠軍的謝國城出馬，當時謝被視為全國人心中英雄。後來又找到對選舉內行的民政局長張燦堂角逐，最後拉了國語日報社的洪炎秋想夾殺他，結果他還是當選了。:65-66黄信介獲得黨外的臺北市議員康寧祥支持，並幫忙其演講。:6212月20日開票結果，黃信介以58,466票脫穎而出當選立法委員。同時投入臺灣省第二選區參選的郭國基也當選立法委員，成為終身職立委。
同时，黄信介兼任启新化工股份有限公司董事长、鑫泉工业股份有限公司常务董事等职务。
隨著1970年黨外立委郭國基因大腸癌去世後，黃信介成為唯一一位黨外立場的萬年立委。當時臺北市已改制院轄市，出任市長的高玉樹被部分黨外人士認為已形同被變相收買。黃信介遂被視為黨外公職的代表性人物。而1969年當選臺北市議員的康寧祥，則被視為黨外後起之秀。:65
在立法院黄信介强悍问政，指稱青年黨、民社党是国民党粉饰民主的“公廁裡的花瓶”。
黄信介在立法院中有五、六年是在國防委員會，他認為在臺灣只有「催台青」（與當時受歡迎女星崔苔菁音近）才會成功；外省籍軍人只有高級官員的子女才有前途，其餘則是「白嘉莉」（擺在家裡）而無人照顧。建言要用人唯才，誰優秀就用誰。:66
1972年，蔣經國組閣。當時蔣介石已臥病在床，蔣經國在控制軍特團勢力後從國防部副部長出任行政院長。1973年10月9日上午，黄信介對蔣經國展開質詢，指出蔣院長自組閣以來，多次發表談話，希望為國家多做大事。並表示輿論對其「讚多評少」，使其不安，「要聽批評，要求指責」，「聽不願聽的話，以及聽不到的話」。社會只有對蔣經國的歌功頌德之聲，然而海外學人仍遲遲不回國。當時黄信介要求蔣經國即席答覆，卻遭主持院會的倪文亞護航，表示請行政院答覆即可。引發黄信介抗議，成為立法院二十多年來首見。引起倪文亞警告黄信介不要破壞議事秩序。事後黄信介印了一萬份「給倪文亞的公開信」到處散發，指責他的裁定不符議事規則。:69-71
之後黄信介與蔣經國仍有多次對壘局面，但蔣經國已有回應。1974年9月27日，立法院最後一次總質詢。黄信介提出百姓請領戶口謄本手續過緊，補辦戶口校正費時費事，都是苛政擾民。蔣經國當場指示主管單位更正。:72黄信介並提出留學生申請出國，到美國大使館領事組辦理簽證時，往往因簽證不齊全，備受刁難。政府只會想盡辦法壓抑國內百姓，在外國卻變成軟趴趴的綿羊，根本是大笑話。對此蔣經國沒有答覆。引起黄信介不滿，上台欲再次質詢，遭到老立委凌英貞抗議黄信介已質詢完畢，除非登記再質詢，就不能再發言。:72-73
1975年，他與立法委員康宁祥创办《台湾政论》
1978年，出任《這一代》雜誌社社長。在1977年與1978年的地方公职选举，以及国民大會代表、立委增額选举中，黄信介组织支持党外人士的后援会，為呂秀蓮、姚嘉文與黃煌雄等人助選，漸漸團結統合黨外勢力，與國民黨對抗日趨激烈。

## 美麗島事件及入獄
1979年8月，黄信介创办《美麗島》杂志，自任发行人，许信良为社长，施明德为总经理，黃天福、呂秀蓮為副社長，张俊宏为总编辑。一個「沒有黨名的黨」逐步成形。12月10日，发生美麗島事件，國民黨當局大規模逮捕黨外人士。12月14日，黃信介在家中被捕。
黃信介遭警總逮捕後，被送到位於新店郊外山區的調查局招待所，偵查四十多天。在當中被強烈燈光照射，審問者躲在燈光背後，如果他睡意上擁，就被硬物夾住雙腿痛楚讓大腦自然清醒過來。並且被人用手捏住後面麻筋，反覆施為。刑求期間曾有七、八天沒有睡覺過，以此「疲勞審問」取得自白。:116調查員當中之一即是曾任臺北市政府交通局長、建設局長的譚木盛，也是在偵訊中時常扮黑臉、沒頭沒腦把人罵上一頓的成員。:117-118
1980年3月台湾警备总部军事法庭公开审理黄信介，當時他的辯護律師即為陳水扁。4月18日，黄信介以軍法叛亂罪被判处有期徒刑14年，褫奪公職十年。
與一般政治犯相較，美麗島事件受刑人的牢獄生活顯得相當特殊。他們多次申請勞役都未被批准，獄方的說法是怕他們「勞累過度，體力難以負擔」。黃信介與張俊宏、姚嘉文、林義雄、林弘宣被關在警總看守所時，分別和其他案子的人犯關在一起。在不到五坪、悶熱不堪的小室內，沒有小板凳、小桌子和床鋪，整天只能坐在塌塌米上，窗子開在兩公尺高的牆上。窗外安裝一公分後的鐵條，加上一道花磚，四十燭光的日光燈成天點著，食物則是從走廊牆下的四方洞送進來。:133
初期他們遭到隔離，偶爾見面也不准講話，只准三等親以內家屬探監，朋友一律不准。其他受刑人可每日看電視，一周可看電影一次，他們則被剝奪此權利。入獄以來，黃信介每天在馬桶旁作伏地挺身、以鍛鍊保持體力。:1331980年8月，當局召開國建會後，美麗島受刑人才開始每三天有一次獨自到院子步行機會。也有電視看，但新聞報導會被關上，書籍要經過檢察，外文書及翻譯書原本都被禁止，後來才放寬。:133
剛開始黃信介還頗受其他獄中受刑人歡迎，他們會向黃信介訴說受難經過及冤屈情節，黃信介則以個人經驗開導他們，也會用物資幫助他們。但到了1981年秋，和黃信介走的近的政治犯陸續被移送綠島。其他人才知道黃信介接近不得，他們開始不敢跟黃信介說話，使黃信介遭到孤立。:1341982年春，黃信介等人發表美麗島受刑人聯合聲明，管理當局大為震怒，黃信介受到嚴密看管，看守所如臨大敵，誰敢和他講話，就要列入記錄。:134
1984年4月11日，黃天福前來探監時，黃信介表示將於4月26日美國總統雷根訪問北京之日絕食。當時黃信介及姚嘉文、張俊宏、林弘宣自判刑確定以來，一直拘押在二十張看守所，未分發到真正的監獄執行，看守所是臨時收容人犯的地方，待遇和設備都未符合法律規定。這次絕食行動，黃信介一馬當先，家屬勸進無效。5月4日，姚嘉文、張俊宏、林弘宣等人跟進。9日，黃天福透過消息管道得知，黃信介因絕食脫水，被送進三軍總醫院就醫。到5月10日，黃信介才酌量進食。:135當時在獄外也發生絕食風潮，黨外人士組成「美麗島政治絕食聲援會」，推舉尤清、黃天福、江鵬堅、謝長廷、張富忠、林正杰、張俊雄、費希平八人為聯絡小組，從5月4日至19日（第七任總統就職前一天）進行聲援活動，尤清代表聲援會發表一份「追求民主，分擔苦難」的聲明，聲援會並認為黃信介等人絕食的目的，絕非「脅迫政府赦免罪行」，而是透過自我犧牲的行為，警醒當局的良知，並喚起全國同胞的注意，共同關切臺灣的內外危機。:136最後在外界聲援下，黃信介等人生活待遇才獲得改善，爭取到應有的權利。他們也試圖向獄外表達對黨外運動停滯的不滿，但因黨外內部對這次絕食看法不一，以致黃信介等人的絕食行動只達到一部分效果。:137
1984年6月1日，黃信介和姚嘉文、張俊宏、林弘宣等人被移監至新店明德山莊，這是最大的軍人監獄，雷震被抓後也關在這裡。:137軍人監獄直屬國防部，黃信介原本和林弘宣同室，後來林弘宣在1985年11月被送至綠島國防監獄，剩黃信介獨居四坪牢房，有一桌、一凳，也被有電視、電風扇。每周可獲准與其他人見面一小時，也可每週與張俊宏、姚嘉文聚餐一次。:137後來獄方准許他們與其他人一起做事，也安排教授上課，胡志強就是其中一位。:138黃信介在最後幾年備受禮遇，到三總檢查身體時，也不用上手銬腳鐐，最後居住的牢房，內有彩色電視、大衣櫥、錄音機。:138當監察委員張一中、林純子（林文郎姊）訪問黃信介等人後，在調查報告中建議在政治變遷之際，於法律授權範圍內寬大辦理。1987年5月29日下午五點，總統蔣經國批下假釋公文。:138-139
在獄中，黃信介經歷了父親黃火炎病逝。黃火炎在黃信介因美麗島事件入獄後，便生病不起。此時黃信介之弟黃天福又因《蓬萊島》雜誌社案被判刑一年，黃火炎在傷痛下猛搥腹部，導致腹膜炎爆發，一病不起。:139黃信介在多次向當局提出請假探病要求後，才終於獲准去見父親一個小時。:139-1401985年2月1日，黃火炎病逝榮民總醫院。6月8日黃家舉行出殯，上午六時半黃信介被載至家中參與喪祭，隨後至淡水關渡觀音山安葬。十二點四十分離開。黃信介原本申請出獄時間為上午七時至下午四時，但因國民黨當局不願他有與民眾接觸的機會，拒絕黃信介參加公祭，這次出獄前後只有五個小時。:140治喪委員會由余登發出任主任委員，總幹事黃煌雄，副總幹事有王兆釧、吳乃仁、謝三升、陳水扁等人。余登發更北上主持喪禮。:140

## 加入民主進步黨
1987年5月解嚴前夕，在蔣經國的親自指示下，黄信介在7年4個月的铁窗生涯之后和张俊宏一起被假释。1987年5月30日，黃信介與張俊宏出獄。
當時民主進步黨剛成立九個月，其主流是“新潮流系”（前身為「黨外編聯會」）和“康宁祥系”（前身為「黨外公政會」）。中央黨部受到民主運動陣營的影響，遂公開邀請黄信介與張俊宏入黨。然而黄信介一度表示要等民進黨內部改革進到民主化程度後才願意入黨，使得黨主席江鵬堅、黨內大老費希平、余登發皆遊說黄信介入黨，余登發並承諾若黃信介入黨，將支持黄信介於11月舉行的權力核心改選中取得黨主席職位，然而黄信介仍未應允。:148
出獄後的黃信介並未立即入黨，而是多做街頭演講，被視為企求在地方公職山頭簇擁下，登上名正言順的反對運動龍頭寶座。當時民進黨決策核心，以「新潮流」為主導力量。而各地方公職山頭一開始從不以為意到發現掌握黨機器的重要性，遂公推黄信介作為象徵性領導人。這種串連成為「美麗島系」。1987年11月，在民进党二全大會上“美丽岛系”上取得近半的中执委、中常委席位，然而在黨主席之爭中，黃信介支持的許榮淑以一票之差被新潮流支持的姚嘉文擊敗。到民進黨三中全會時，「美麗島系」已成為黨內最大派系。:152
姚嘉文出任黨主席後，即親臨黃府拜訪，懇求黃信介入黨，民進黨臺北市黨部也正式派員送去有關入黨審查，黃信介卻堅持要在中央黨部帶一千名黨員入黨，引起與民進黨中央的緊張。1988年初，黃信介受到要求加入民進黨的壓力越來越大。他參加群眾聚會時有越來越多人高舉「加入民進黨」的標語，黃信介認為這種逼進的作法比國民黨還不如，甚至一度放言「寧願加入國民黨，也不願加入民進黨」，引起反對運動部分人士不滿。:154-1551988年1月3日，黃信介終於鬆口要在近日內入黨。然而1月13日蔣經國逝世，原訂23日入黨的黃信介又宣布暫緩；隨後黃信介與張俊宏在立法院召開記者會，聲援許信良返臺，並呼籲民進黨停止統獨之爭。3月20日下午，黃信介與張俊宏終於在國父紀念館舉行的「貫徹國會全面改選」群眾大會上，在余登發監誓下向群眾宣誓加入民進黨。當日晚間八時，在臺北市黨部主委康水木監誓下，完成正式入黨儀式。:156
4月24日，民進黨中常會通過聘請黃信介、張俊宏、郭石吉三人为党务顾问。隔天民進黨立法院黨團也聘黃、張為顧問。

## 民主進步黨主席任內
1988年7月12日，民進黨第二屆黨主席姚嘉文召開記者會，向社會表白無意連任，這個態度使以黃信介為首的美麗島連線活躍起來。然而在姚嘉文主政下，獲得副秘書長、組織部、《民進報》主筆的「新潮流系」卻希望姚嘉文連任。8月初，黃信介表示他有百分之百把握能當選黨主席。受新潮流支持的姚嘉文也公開「為了黨好，我只好尋求連任。」使民進黨第三屆黨主席之爭戰情升高。在前哨戰黨代表選舉中，「美麗島系」大有斬獲，黃信介由前進系的林正杰任總幹事，黃煌雄負責政見，許榮淑負責海外，陳水扁為發言人。黄信介並獲得康寧祥支持。
10月29日，民進黨第三屆全代會在臺中舉行，黃信介以129票擊敗姚嘉文97票當選主席。未投入參選的謝長廷、張俊雄各獲一票。11月12日，新舊主席交接，黃信介由姚嘉文手中收到七百五十萬元後宣布，主席夫人張月卿及中常委許榮淑各捐出二百萬元給中央黨部，充作黨的發展基金。:159-163
1988年12月10日，高雄事件九周年於臺北、高雄舉辦。黃信介重返遊行街頭，最後在勞工公園舉行演講會。黃信介壓軸演說時，已逾申請時間十一點，警方要求儘快結束演說，引起群眾不滿。黃信介激動的說「九年前美麗島事件都發生了，現在不怕再發生一次」，群眾情緒高昂，警方連忙撤兵。到凌晨聚會才結束，討論如何平反高雄事件。:183-184
1989年10月22日，黃信介南下高雄。美麗島事件時的高雄市長、國策顧問王玉雲特地到小港機場迎接，表達轉圜與受刑人宿怨。王玉雲向記者表示，當年身為市長坐鎮指揮，其實無權，稱實際掌權者是南警部司令常持琇。:185
1989年10月29日，民進黨第四屆黨主席選舉。在216位黨代表中，有206位黨代表投票。黃信介獲得110票，被視為「新潮流」支持的陳永興獲93票。林文郎、余陳月瑛各一票。黄信介成功连任第四屆黨主席。成為首位連任兩屆的黨主席。
1989年縣市長選舉，黃信介帶領的民進黨以張俊宏著作《到執政之路》為理論，提出「地方包圍中央」的理論。:177選前民進黨新國家聯線成立，發表共同宣言，主張「台灣主權獨立」，提出制憲程序和共同政見。五年前離開宜蘭到美國遊學的前省議員林義雄，返臺一個月為民進黨候選人助選時，發表《台灣共和國基本法》草案，由《自立晚報》刊出。引起有關單位強調要依法處理台獨言論。對此黃信介則向國民黨放話，當局如果要侵犯民進黨候選人的言論自由權，民進黨不會坐視不管。並稱政府喜歡唬人，以為老百姓不懂法律，民進黨絕不聽國民黨「狗在放屁」。:179選舉結果，民進黨大豐收當選六席縣市長，當中以尤清攻陷臺北縣「總統的故鄉」，最鼓舞民進黨士氣。:180
1990年3月，因萬年國會資深國代藉由國民黨內政爭行政治勒索擴權，引發學生前往中正紀念堂抗議，爆發野百合學運。民進黨也進駐中正紀念堂抗議，黃信介更抨擊在中山樓做政治勒索的資深國代是「老賊」，並稱總統李登輝是「大賊頭」。:2223月15日，為抗議老國代藉選舉總統之便擴權謀利，黃信介率民進黨籍國代在烈日的總統府前求見李登輝總統。結果在憲警人員棍棒交加下，身為最大反對黨主席的黃信介遭四肢懸空架起，被拋棄在遠離總統府的街頭。當晚三家電視台及翌日各大報社均大幅處理這則新聞，消息傳出後舉國譁然。:185-186感受到民情沸騰的總統府，央請與黃信介有私交的商界大老陳重光居間協調，19日更派國民黨秘書長宋楚瑜親赴黃府致歉，表明李總統對於憲警人員無禮行徑全然不知情，「都是下面的人在亂弄」，李總統本人被蒙在鼓裡。:1863月底，黃信介收到總統府專人請柬邀請入府。民進黨由於感受到李登輝的誠意，暫時停止街頭運動。:221

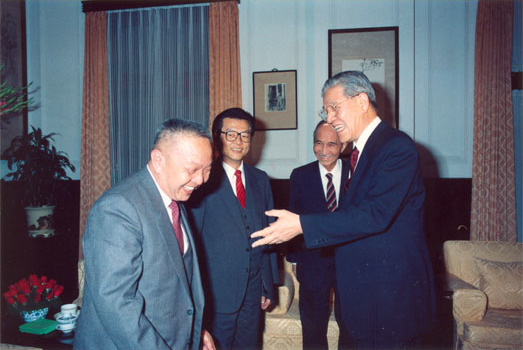
1990年4月2日，時任總統李登輝接見民進黨主席黃信介、秘書長張俊宏共商籌備國事會議。

4月2日，黃信介與民進黨秘書長張俊宏獲李登輝總統邀請進總統府，:221成為臺灣史上第一位昂首進入總統府的反對黨主席。黃信介向李登輝提出六大政治改革時間表，獲李登輝表明這些目標可在兩年內完成。受到李登輝給足禮遇及面子後，黃信介面對記者時脫口說出「我看我們這個總統還是很英明、很民主」，「總統英明」說一度引起民進黨內批判。:187-188然而黃信介已成為臺灣歷史上第一位進總統府、與總統平起平坐的反對黨主席。
國民黨在學生運動及民進黨壓力下，答應召開國是會議。民進黨在兩大派系惡鬥下，最終同意參加國是會議。5月7日，黃信介與在野國是會議籌備委員張俊宏、陳永興、康寧祥等人出席國是會議，與李登輝總統會面。:188-191
1990年5月20日，李登輝就任中華民國第八任總統，宣布「一年內完成終止動員戡亂時期，兩年內完成國會全面改造」。當天並頒布特赦令，特赦黃信介、呂秀蓮、姚嘉文、林義雄、施明德、許信良、陳菊、林弘宣等二十位異議份子，恢復其政治權力。:331
6月28日，國是會議在圓山飯店召開，黃信介與會。
黃信介在黨主席任內成功促進勞動黨籌備委員王拓、立委吳勇雄入黨。王拓一向被視為「統派」陣營，唯王拓以民進黨在黃信介主政後會有較大包容性為由接受入黨。黃信介一度還想延攬工黨主席王義雄重返民進黨。:165-166然而黨主席任內，也面臨創黨元老費希平退黨。1989年，立委朱高正退黨，另組「中華社會民主黨」。1991年6月，曾受黃信介延攬的林正杰退黨。:197-199林正杰雖推崇黃信介三年來的出錢出力，但也公開預測黃信介將是下一個退出民進黨的人。然而退黨沒多久，林正杰就穿著勞動黨的衣服出現在立法院，發言時還說要打倒民進黨，表示永遠與民進黨斷交。引起黃信介不滿，表示「要走就趕快走，民進黨會表示歡迎，我身為民進黨主席，可不會走的。」:199
黄信介所领导的美丽岛系与新潮流系的政念有不少不同：前者主张议会道路，后者主张群众路线；前者主张台湾人民“有主张独立或统一的自由”，后者强调台湾人民“有主张独立的自由”。再加上黄信介支持李登辉總統主导的国是会议和宪政改革。
1991年同年美麗島事件被平反，經陳水扁等立委提起（釋字第283號釋憲 （页面存档备份，存于））後，黄信介恢復其終身職立委身分。9月27日，在復職四十分鐘後，即發表〈請與我一同告別舊時代〉演說，辭掉終身立委，為解散“萬年國會”的改革訴求以身作則。
黄信介對臺灣獨立的立場被視為務實態度，他捨棄「建制的臺獨」與「法理的臺獨」風險，而專著「實質的臺獨」之落實。:342-343在1988年黄信介參選民進黨主席時即直言「目前想臺獨、講臺獨的人是要用什麼程度來達到臺灣獨立的目的？...這種程序必須有個清楚的交代，若無法提出交代，就和國民黨所說的『三民主義統一中國』一樣光說不練，時間永遠排不出來，我無法接受。而且獨立後要採何種政體？...這些都必須有個詳細的交代，我認為這些比宣布獨立更重要。」:251黃信介認為臺灣的政治體制內涵如何，比宣布獨立更為重要。因此才有「實際政治上，有許多事可說不可做的（反攻大陸），有許多是可做不可說（臺獨）」:130-131的名言。1990年10月7日，在黃信介任內的第四屆第二次全國黨員代表大會通過〈1007決議文〉:「我國事實主權不及於中國大陸及外蒙古。我國未來憲政體制及內政、外交政策，應建立在事實領土範圍之上。」明白宣示臺灣事實主權與中國蒙古無涉。1991年10月13日，在黄信介卸任黨主席隔天，民進黨第五屆第一次全國黨員代表大會，修正通過〈建立主權獨立自主的台灣共和國〉基本綱領，即一般通稱的民進黨「臺獨黨綱」。
黃信介在黨主席時期，民進黨財務不佳。每個月開支需要花費約一百七十二萬元，黃信介個人每個月均要貼給黨一百五十萬元。黃信介曾表示：「當黨主席吃力不討好，還要掏腰包，出錢出力還要惹閒言閒語，怎能叫我不灰心呢？誰來接黨主席，我給他五百萬元」。黃信介曾抱怨，但任黨主席兩年來，已從家裡拿出五千多萬元。:191-192
黄信介在2010年蔡英文連任黨主席前，是民進黨唯一連任兩屆黨主席的人。並且是民進黨迄今唯一一位兩屆黨主席任期屆滿的黨主席。

## 卸任黨主席後
國是會議後，黄信介對黨主席越做越有興趣。然而民進黨黨章規定，黨主席能連任一次。黄信介表示現行黨章是在四全大會修改，將黨主席一年改成二年，他擔任的第三屆黨主席是一年，第四屆任期二年，依照黨章黨主席任期二年，得連任一次，因為他只擔任一次任期二年的黨主席，自然可再當一任。雖然他沒有明確表明再度連任的意願，但他說「如果黨和人民需要，我會考慮此一問題」。:199-200並對黃天福說，法律有後法優於前法的原則，主席任期應依現行黨章處理。對此新潮流認為黃是扭曲黨章，根本行不通。發言人吳乃仁表示，許信良跟張俊宏應明確告訴黃信介不能再連任，如果「美麗島系」中評委基於派系利益為黄信介護航，新潮流將考慮退黨。引起黄信介不甘示弱說，「土豆仁」怎麼說，是他家的事，「新潮流」若因為他蟬聯主席而欲退黨，他不但不會慰留，還表示歡迎。:200然而「美麗島系」內部也出現不贊同黃信介的說法，包括組織部主任王拓、副主任林宜正、秘書處主任鄭寶清、文宣部主任蔡仁堅等人發表「共同聲明」，認為黨主席一職任何人不容有捨我其誰的想法。最後黄信介改口「現在是找不到人來接棒，這種主席哪有人要做？一年要花二、三千萬，我做這個主席賠很多，再做下去，老婆就要造反了。」:200-201面對下屆黨主席之爭，先有施明德表示要競選黨主席，然而黄信介表示出不太喜歡的態度，開始推崇張俊宏，張不願出馬，黄信介又極力推薦許信良出來。「美麗島系」在張俊宏與許信良協調下，由許信良出馬角逐、黃信介擔任全國助選團的主任委員、協助解決財務問題，獲黄信介答應。:2011991年10月13日，許信良當選黨主席。11月12日，在凱悅飯店內，黄信介交接印信給許信良。
黄信介卸任黨主席，任民進黨首席顾问。
1991年年底，黄信介遷籍臺中縣，準備競選第二屆國民大會代表選舉。他認為要開拓民進黨票源，需要帶隊到未開發地區參選。當時余陳月瑛勸他選舉不好玩，不要輕舉妄動。黃信介回答「臺中向來被譏為民主政治沙漠，民進黨員有一位立委田再庭，省議員卻一個也沒有，我對選舉很有信心，這一生我已選過四次公職，我不是在吹牛，從來沒有落選過，國民黨就是怕我，才把我關起來。」:207後來黃信介被列入不分區榜首，放棄南下選舉計劃。
1992年4月19日，任民进党发动的“419大游行”总指挥，要求總統直接民選。
同年底的第二屆立法委員選舉，以「元帥東征」為口號，參選花蓮縣立委，開票當日，以區區62票敗給魏木村，爆發作票傳聞，由於民眾對作票指証歷歷，民進黨立刻號召驗票，輿論沸騰，上千民眾前往花蓮縣政府抗議，檢察官只好受理驗票，在驗票時更發現有花蓮市十二個投票所出現738張「幽靈選票」，選票數目比來投票的選民數還多。花蓮地方法院檢察署查出多位選務人員用將預藏的選票，趁著清點票數，其他監票人員不注意時，暗中投入。最後1993年偵結選舉弊案，國民黨花蓮市長魏木村及其弟花蓮縣議員魏東河等被起訴判刑，由中央選舉委員會公告黃信介當選。
1995年，黃信介因健康因素，放棄代表民進黨參選台灣第一次總統直接民選的機會，讓賢彭明敏。
1997年，准备应李登辉总统之邀擔任国统会副主委，因陳水扁等人的反对作罢。1996年5月，被李登輝聘為總統府資政。
1999年3月，出面协调民进党内陈水扁和许信良争选总统的问题没有成功。
同年11月14日，黃信介因腦溢血被送往臺大醫院急救。雖然手術成功，當晚恢復意識，卻在11月30日上午十一點五十分因心肌梗塞引发心脏衰竭去世，未能見證政黨輪替。

## 身後
黄信介的墓地位于新北市八里墓園，经常有政治人物去祭祀掃墓。黃信介葬禮時，時任總統李登輝曾發褒揚令，原文如下：

　總統府資政黃信介，資性豪邁，氣宇深宏。早歲負笈東瀛，篤學能文，頭角初露。考取北京大學政治系，適值國事蜩螗，遂未成行。嗣卒業國立中興大學，才識淹貫，英雋早發。膺選臺北市議員、立法院立法委員、國民大會代表等職，推動國家建設，致力政治興革，勞瘁罔辭，靖獻孔彰。曾任民主進步黨第三、四屆黨主席，竭智藎籌，厚植民主丕基。參與國是會議，化解修憲僵局，折衝陳力，勳猷並懋。綜其生平，宣力民主，有為有守，景行碩德，允孚物望。遽聞溘逝，曷勝軫悼，應予明令褒揚，以示政府崇念耆賢之至意。

總　　　統　李登輝　　　　

行政院院長　蕭萬長　　　　

2001年，黃信介獲第一屆國立臺北大學傑出校友。
此外，黄信介也經常被人称為“台湾民主之父”、“民进党永远的大老”、“永远的欧吉桑（日语「老爷爷」之意）”、“信介仙”，是民進黨重要的精神領袖。

## 選舉紀錄
| 年度 | 選舉屆數               | 選舉區                    | 所屬政黨   | 得票數    | 得票率 | 當選標記       | 備註 |
| ---- | ---------------------- | ------------------------- | ---------- | --------- | ------ | -------------- | ---- |
| 1961 | 第五屆臺北市議員選舉   | 臺北市 (省轄市)第三選舉區 | 無黨籍     |           |        |                |      |
| 1964 | 第六屆臺北市議員選舉   | 臺北市 (省轄市)第三選舉區 | 無黨籍     |           |        |                |      |
| 1969 | 第一屆立法委員增選選舉 | 臺北市立法委員選舉區      | 無黨籍     | 58,466    | 15.63% | 褫奪公權後復職 |      |
| 1991 | 第二屆國民大會代表選舉 | 全國不分區選舉區          | 民主進步黨 | 2,036,271 | 23.25% |                |      |
| 1992 | 第二屆立法委員選舉     | 花蓮縣選舉區              | 民主進步黨 | 26,605    | 21.74% |                |      |

## 其他
- 黨外運動先驅、省議員郭國基曾公開批評許多政治人物，包括黨外的高玉樹。然而郭國基卻看重「高玉樹五虎將」的黃信介。在1963年臺灣省議員選舉中，黃信介出任非國民黨籍的候選人聯合競選辦事處總幹事，被喻為戰國時代的蘇秦，身配六國相印。在其子郭拔山所著《郭國基選壇馳騁錄》中，認為黃信介處事幹練公允，所以聯合競選自始即貌合神離，但能維持到底。黃信介居功最大。[3]:220-221
- 曾任中華民國總統、也是第一位民進黨籍總統的陳水扁曾回憶，1969年12月立委增補選時他就讀臺灣大學商學系工商管理組一年級，就是在南松山市場附近麥帥橋下聽了黃信介參選立委政見發表會的影響，深覺黃信介口才流利。發現自己的興趣在法政，而非商學。因此決定棄商從法，而休學重考法律系。[15]:145[16]
- 黃信介稱青年黨與民社黨為「廁所裡的花瓶」後。曾有則政治笑話是：有位記者去問民青兩黨：「大老，大老，人家罵你們是廁所裡的花瓶，為何你們不生氣？」大老臉不紅氣不喘的回答：「廁所都不生氣了，花瓶為何要生氣呢？」然而實際上，民青兩黨是生氣了，在事隔八個月後，青年黨和民社黨就具狀控黃信介毀謗。認為黃信介提到民青兩黨是國民黨廁所中的花瓶，已嚴重損害兩黨的聲譽。[1]:84
- 拜國民黨喜歡提名商界人士參選所賜，雖然金牛進入議會後常淪為政商利益輸送之所在。卻也成為各路人馬交友好地方。黃信介即與蔡萬霖為好友。他出獄後，與蔡萬霖常有聯絡。被霖園集團視為座上賓。他要找蔡萬霖，不必約時間，直接找上門。此外黃信介與國民黨的陳重光也有三、四十多年的交情。黃信介跟臺籍第一代的企業家如王永慶、吳火獅、蔡鴻文、林挺生都熟識；跟張榮發更是多年好友。[1]:247-250此外，黃信介也與外省籍的商人翁大銘要好。
- 黃信介與蔡萬霖為好友在黨內人盡皆知。黨主席任內，有黨員對蔡家炒地皮獲利的作風不滿，並向一位教授提及要修理蔡家一番。第二天黃信介立即找來一位兼任黨工的民進黨籍不分區國代，開口就說：「今天透早四、五點，萬霖仔就打電話來『哭爸』，說有人要修理他，你們不要這樣。」[1]:248
- 黃信介在花蓮參選立委當選後，重回總統府成為李登輝總統的座上賓。黃信介當面調侃李登輝，「我的民意基礎比你的六百票大多了。」曾使李登輝哭笑不得。（當時總統由國民大會代表選出）[12]:336

## 家庭亲属
祖籍中國福建省泉州府安溪縣，祖父是清代秀才黃宗河。1894年中日甲午戰爭之時，黃宗河統領七營兵力駐守八里坌要塞（今新北市八里區），扼守淡水河口，時人多稱之「黃統領」。1895年奉清廷命令，解散部隊，抑鬱成疾，乃將所率七營悉數解散，捨棄家業，發給每一兵員一把步槍、二兩白銀予以安頓，離開台灣去福建覆命，旋於該年6月16日（清光緒21年5月24日）於廈門悲恨而亡，清廷追贈為「武翼都尉」（從三品，游擊等級）。
另依考據，黃信介父系祖籍安溪縣清水鎮，渡台祖是黃士活，在今汐止秀峰山麓一帶開墾，黃士活只帶五子黃柳腰來台，柳腰公傳三子，次子黃超然，單傳黃敦厚，再單傳黃新尚，新尚公育兩子，次子黃火炎，即黃信介父。新尚公是清末秀才，通醫理，在汐止行醫，因常助窮苦人家免費看病，在汐止頗孚聲名，惟三十餘歲即早逝。黃火炎自幼從商，從沿街叫賣花生油條起家，累積資本後遷至大龍峒開設火粰工廠，與大稻埕娘家經營南北貨的連好（1902-1989）結婚。連好為社會運動家連溫卿之妹。夫婦胼手胝足，逐漸在大龍峒發跡，財富益發殷實。
黃信介於兄弟五人中排行第二。兄黃金标1957年毕业于浙江大学医学院，当过“九三学社”中央委员，浙江省政协常委。信介下有弟黃三知(建築業/2021年歿)、黃遠文（出嗣）、黄天福，黄天福曾是中华民国国大代表、立法委员。另有姊妹黃櫻櫻、黃玉琴。
黃信介从前曾与一张姓女子交往，1978年黃信介相信张姓女子之言，领定她的儿子黃至慰为己出，認領為長子。黃信介死后留下百亿新台币的遗产。黃的三个女儿到法院诉讼，认为父亲当年被迫认领黃至慰无效。经过DNA检测，确认黃至慰与黃信介没有亲子关系。法院一审判决认养关系不存在，二审逆转，认为黃信介的女儿，无权否认黃信介的认养权利，三审又推翻二审的判决。黃信介的小儿子黃至君支持黃至慰。

## 著作
- 《元帥出征》（與邱彰合著），商周文化1993年12月31日出版，ISBN 9579002681

## 和黃信介相關的史料與研究
- 李柏泉，2003，《黃信介與台灣民主運動之研究。國立台灣師範大學三民主義研究所碩士論文。
- 蔡裕仁，2003，《黃信介與戰後台灣民主運動》。東海大學歷史學系碩士論文。
- 葉柏祥，1994，《黃信介前傳：民進黨的永遠大老》。台北：月旦出版社。

## 影視形象

### 電視劇
| 年份 | 名稱       | 演員   |
| ---- | ---------- | ------ |
| 2020 | 國際橋牌社 | 陳慕義 |

## 脚注
1. ↑  美麗島事件後被捕日，1980年4月8日判刑褫奪公權。內政部台（七九）內民字第八四七五九七號書函違法以行政命令要求立法院註銷立委名籍。
2. ↑  釋字第283號解釋復職。
3. ↑  復職後40分鐘，發表《請與我一同告別舊時代》演說辭去立委。
4. ↑  其胞弟黃天福證實戶口名簿記載更名之時間及更名理由，非黃信介後來自述1961年因參選之需所改名。
5. ↑  岸信介，1957至1960年任日本首相，曾於1957年6月訪台他的胞弟佐藤榮作、外孫安倍晉三亦曾拜相，擔任日本內閣總理大臣，號稱「一家三宰相」。「宰相」，內閣總理大臣的雅稱，即首相。
6. ↑  同時當選者有蔡萬霖、宋霖康、張詩經、楊玉城、李賜卿等人。
7. ↑  同時當選者臺北市議會者亦有林水泉。
8. ↑  後被國民黨政府勒令停辦。

## 外部連結
- 淚推！台灣立法院史上最經典的演說「請與我一同告別舊時代」 （页面存档备份，存于）
- 台灣政治網 黃信介：黨外運動的精神領袖
- 1980年黃信介被判刑的报道
- 黃信介——戰後台灣民主運動第一領導者 （页面存档备份，存于），黃煌雄著。
- 懷念永遠的歐吉桑信介仙 今辭世滿17周年 （页面存档备份，存于）。
- 黃信介先生佇Oklahoma演講會 （页面存档备份，存于），youtube。
- 1992年花蓮縣立法委員選舉集體作票事件

| 政党职务      | 政党职务                                                | 政党职务      |
| ------------- | ------------------------------------------------------- | ------------- |
| 民主進步黨    |                                                         |               |
| 前任： 姚嘉文 | 民主進步黨主席 第三、四屆 1988年10月30日－1992年1月20日 | 繼任： 許信良 |